# Manu Tuilagi
Pour les articles homonymes, voir Tuilagi.

a Compétitions nationales et continentales officielles uniquement.

b Matchs officiels uniquement.
Dernière mise à jour le 14 mai 2025.
Manu Tuilagi né le 18 mai 1991 à Fongapoa (Samoa), est un joueur international anglais d'origine samoane de rugby à XV, qui joue au poste de centre avec l'Aviron bayonnais.
Ses frères Feretti, Henry, Alesana, Anitele'a et Sanele Vavae jouent ou ont joué pour l'équipe des Samoa alors que lui, le benjamin des frères, joue avec la sélection nationale anglaise.

## Biographie

### En club
Il joue avec le club de Leicester Tigers en coupe d'Europe (4 matchs et 1 essai au 31 juillet 2011) et dans le Championnat d'Angleterre. Il est vice-champion d'Angleterre avec Leicester Tigers en 2011. Il est suspendu pour avoir asséné des coups violents sur Chris Ashton lors de la demi-finale de championnat remporté contre les Northampton Saints en mai 2011,.
En fin de saison 2019-2020, en fin de contrat avec Leicester, Manu Tuilagi rejoint les Sale Sharks pour la saison 2020-2021 uniquement. Il choisit ce club pour rester en Premiership afin d'être toujours éligible pour jouer avec l'Angleterre. Blessé au tendon d'achille, il ne joue que trois matchs en toute fin de saison, avant de prolonger son contrat avec sa nouvelle équipe jusqu'en 2023.
Il est titulaire lors de la finale du Championnat d'Angleterre en 2023 perdue 35-25 face aux Saracens,. À la fin de cette saison, il prolonge d'un an son contrat avec les Sharks,.
En mars 2024, l'Aviron bayonnais, évoluant alors en Top 14, annonce que Manu Tuilagi rejoindra l'effectif ciel et blanc pour les deux saisons à venir.

### En équipe nationale
Il connaît sa première cape internationale le 6 août 2011, à l’occasion d’un match contre l'équipe du pays de Galles. Il est retenu dans un groupe de 44 joueurs pour la préparation de la Coupe du monde, groupe qui est réduit à 40 le 1er août avant les derniers choix pour la liste définitive de 30 joueurs.
En juillet 2019, il est sélectionné en équipe nationale pour préparer la Coupe du monde 2019.
Fin juin 2023, il est sélectionné avec le XV de la Rose par Steve Borthwick dans un groupe de 41 joueurs pour les matchs de préparation à la Coupe du monde 2023,. Quelques semaines plus tard, il est retenu dans le groupe final pour participer au Mondial,.
En février 2024, il est appelé pour préparer la troisième journée du Tournoi des Six Nations 2024 après son forfait pour les deux premières journées.

## Statistiques en équipe nationale
Manu Tuilagi compte 60 capes, dont 51 en tant que titulaire, en équipe d'Angleterre depuis sa première sélection le 6 août 2011 contre le pays de Galles. Il a inscrit 20 essais, 100 points.

## Palmarès

### En club
- Leicester
  - Finaliste du Championnat d'Angleterre en 2011 et 2012
  - Vainqueur du Championnat d'Angleterre en 2013

- Sale Sharks
  - Vainqueur de la Coupe d'Angleterre en 2020
  - Finaliste du Championnat d'Angleterre en 2023

### En équipe nationale
- Angleterre
  - Vainqueur du Tournoi des Six Nations en 2016 (Grand Chelem) et 2020
  - Vainqueur de la Triple Couronne en 2016 et 2020
  - Finaliste de la Coupe du monde en 2019
  - Troisième de la Coupe du monde en 2023